# ورزاجنگ

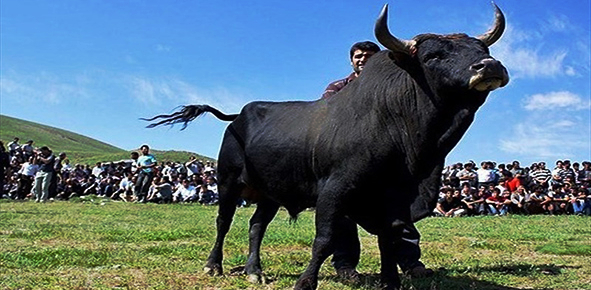
ورزا یا گاو نر

وَرزا جَنگ یا جونکا سَره جنگی است که در شمال ایران بین گاوهای نر سازمان داده می‌شود. این مراسم هم‌اکنون تنها در استان‌های گیلان و مازندران اجرا می‌شود. اما درگذشته، این مراسم در همه ایران معمول بود و بخشی از سرگرمی‌های جشن‌های محلی را در کنار سایر بازی‌هایی که از قرار دادن حیوانات علیه یکدیگر، از جمله قوچ، بوفالو، سگهای نگهبان، خروس و… استفاده می‌کردند تشکیل می‌داد. ورزا جنگ عمدتاً در مازندران در آمل، نور، چمستان و نوشهر و در گیلان در شهرستان‌های رودسر، لاهیجان،  چابکسر،  رشت، خمام و سنگر (رشت) انجام می‌گیرد.

## امروزه
گاو نر را در  زبان گیلکی ورزا می‌گویند. ورزا جنگ از گذشته‌های دور به هنگام فراغت از کارهای زراعت و کشاورزی و مناسبتهای مختلف انجام شده‌است، قبل از مسابقه گاوهای نر را برای مسابقه حاضر می‌کردند و برای اینکار سیر خام را به شاخ‌های گاو می‌زدند تا ضربه شاخ مؤثرتر و تیزتر شود. صاحبان ورزاها دقت زیادی نسبت به این حیوانات می‌کنند، پس از آرایش دادن ورزا را با طناب دور گردن حیوان حلقه شده و به میدان مبارزه می‌آورند با به گردش درآوردن آن‌ها حمله‌ور می‌شوند، و همدیگر را فشار می‌دهند. گاوداران نزدیک آن‌ها قرار گرفته و گاوهای جنگی را باچماقهای کلفت و ضخیم خود تحریک می‌کنند و جنگ آن قدر ادامه دارد تا آنکه یکی از ان ورزاها فرار کند، یا بیفتد یا اینکه شدیداً مجروح یا مقتول شود امروزه بعضی از نقاط گیلان به صورت مخفیانه انجام می‌شود.
نمایش ورزا جنگ عمدتاً در مازندران در آمل، نور، چمستان و نوشهر و در گیلان در شهرستان‌های رودسر ، لاهیجان و چابکسر و خمام و رشت انجام می‌گیرد. در هنگام جنگ پس از آمادگی‌های اولیه، گاوهای نر را برای نبرد با یکدیگر به میدان می‌فرستند و صاحبان آن‌ها از مردم پول جمع می‌کنند، برخی برسر این بازی شرط‌بندی می‌کنند که همین کار باعث شد تا محدودیت‌هایی در اجرای این نمایش اعمال گردد.
پاییز و اوایل زمستان بهترین موقع ورزا جنگ است چون زمین های کشاورزی خالی از شالی است. این نمایش محلی ریشه در باورها و اعتقادات مردم گیلان و مازندران داشته و با نوع نگرش و شیوه زندگی اجداد و نیاکان آنان پیوندهای عمیقی دارد در همین راستا یکی از پژوهش ها بر این باور است که این نمایش کاملا تداوم سنت های پیشامدرن درباره زنان است   
این مراسم از نظر حامیان حقوق حیوانات مصداق کامل حیوان آزاری است اگر چه هنوز در ایران قوانین مقابله با حیوان آزاری وجود ندارد.

## پژوهش های ایرانی در مورد ورزاجنگ
این نمایش علیرغم داشتن مخالفان زیاد در میان مردم عادی، فاقد قانون مدون برای مقابله با آن در ایران است در همین راستا تعدادی از پژوهشگران دانشگاهی با انتشار مقالات فراوان سعی نموده اند به افق های گوناگون این چالش اجتماعی اشاره نمایند مثل: 
- حسین صولتی سروندی به عنوان مخالف ورزاجنگ [۹][۱۰][۱۱][۱۲][۱۳][۱۴][۱۵][۱۶]
- سید هاشم موسوی به عنوان موافق ورزاجنگ [۱۷]
- ام البنین احمدی به عنوان بررسی قمار در ورزاجنگ اما موافق ورزاجنگ [۱۸]
- محمد جمالی موافق ورزاجنگ [۱۹]